# Fulvio Capezzuoli
Fulvio Capezzuoli (Milano, 2 ottobre 1941 – Milano, 12 marzo 2024) è stato uno scrittore e critico cinematografico italiano.

## Biografia
Nasce e compie i suoi studi a Milano, dove si laurea in Scienze Economiche presso l'Università Cattolica del Sacro Cuore.
Appassionato di cinema, realizza diversi cortometraggi a soggetto già negli anni '70 e anima in seguito diversi cineforum. Recatosi più volte a Cuba, si interessa in particolar modo del cinema di animazione ed entra in contatto con alcuni registi quali Mario Rivas e Juan Padrón, celebre quest'ultimo per aver animato le strisce a fumetti di Mafalda, personaggio creato da Quino. Porta la sua firma la sezione cubana di un'antologia del cinema di animazione.
Ha curato per molti anni la direzione del Circolo Famigliare milanese di viale Monza e di altri cineforum della provincia di Milano e ha tenuto corsi di cinema nelle scuole. La sua esperienza come animatore di cineforum diverrà oggetto del suo libro L'estasi e il tormento. Dagli anni '90 sviluppa particolare interesse per il cinema iraniano, pubblicando nel 2003 il saggio Il sapore della bellezza. Il cinema iraniano e la sua poesia.
Nello stesso anno si sposta nel Sud Italia per lavoro. Raccoglie documenti e testimonianze sulla questione meridionale e dalle sue ricerche storiche pubblica nel 2008 la sua prima opera narrativa Gli anni del sole stanco, che vince nello stesso anno il Premio Città di Castello. Prendono spunto dalle sue ricerche anche saggi sul brigantaggio, il romanzo storico sulla Magna Grecia Al di là dell'oceano (2010) ambientato a Paestum e Nel nome della donna (2015), storia di Caterina, medico nella Scuola salernitana. 
Nel 2014 il suo primo noir mediterraneo Milano 1946, delitti a Città Studi inaugura un lungo filone a cadenza annuale di romanzi di successo, tutti ambientati a Milano nel secondo dopoguerra, che vedono come protagonista il commissario Maugeri, ex partigiano, e che pur contenendo tutti gli elementi della narrativa di genere, sono ricchi di fatti storici e di riferimenti topografici reali.

## Opere
- Il sapore della bellezza. Il cinema iraniano e la sua poesia, Gremese Editore, 2003. ISBN 9788884402295
- L'estasi e il tormento (in collaborazione con Toni Tamagni), ExCogita, 2006. ISBN 9788889727225
- Locarno mon amour. Un festival del cinema a misura d'uomo (in collaborazione con Toni Tamagni), ExCogita, 2008. ISBN 9788889727652
- Gli anni del sole stanco, Edimond, 2008. ISBN 9788850004102
- Al di là dell'oceano, Gruppo Albatros Il Filo, 2010. ISBN 9788856732757
- Milano 1946, delitti a Città studi, Todaro, 2014. ISBN 9788897366386
- Milano 1947, misteri a Porta Venezia,[6] Todaro, 2015. ISBN 9788897366454
- Nel nome della donna, PaginaUno, 2015. ISBN 9788890926334
- Milano 1948, Maugeri e lo zoppo dei Navigli,[7] Todaro, 2016. ISBN 9788897366485
- Il commissario Maugeri e il fantasma di via Ariosto,[8] Todaro, 2017. ISBN 9788897366515
- Il Natale del commissario Maugeri, Todaro, 2018. ISBN 9788897366966
- Il commissario Maugeri e la ragazza senza capelli, [9] Todaro, 2018 (solo e-book)
- Milano 1949, Maugeri e i delitti del CRAL, Todaro, 2019. ISBN 9788832159042
- Il commissario Maugeri e il cadavere scomparso, Todaro, 2020. ISBN 9788832159073
- Il commissario Maugeri e il pianista russo, Todaro, 2021. ISBN 9788832159387
- Il commissario Maugeri e la Compagnia della Morte,[10] Todaro, 2022. ISBN 9788832159424
- La vacanza del commissario Maugeri, Todaro, 2023. ISBN 9788832159486